# بوشيمي
بوشيمي (بالإيطالية: Buscemi)‏ أو قلعة أبو شامة أو قلعة أبي شامة هي بلدية في مقاطعة سرقوسة في صقلية الإيطالية.

## السكان
في سنة 1861 بلغ عدد السكان 2٬354 نسمة، وتطور العدد ليصل في سنة 2011 لـ 1٬128 نسمة.
يظهر هذا المخطط البياني تطور النمو السكاني لـ بوشيمي